# Sistema de vapor de la ciudad de Nueva York

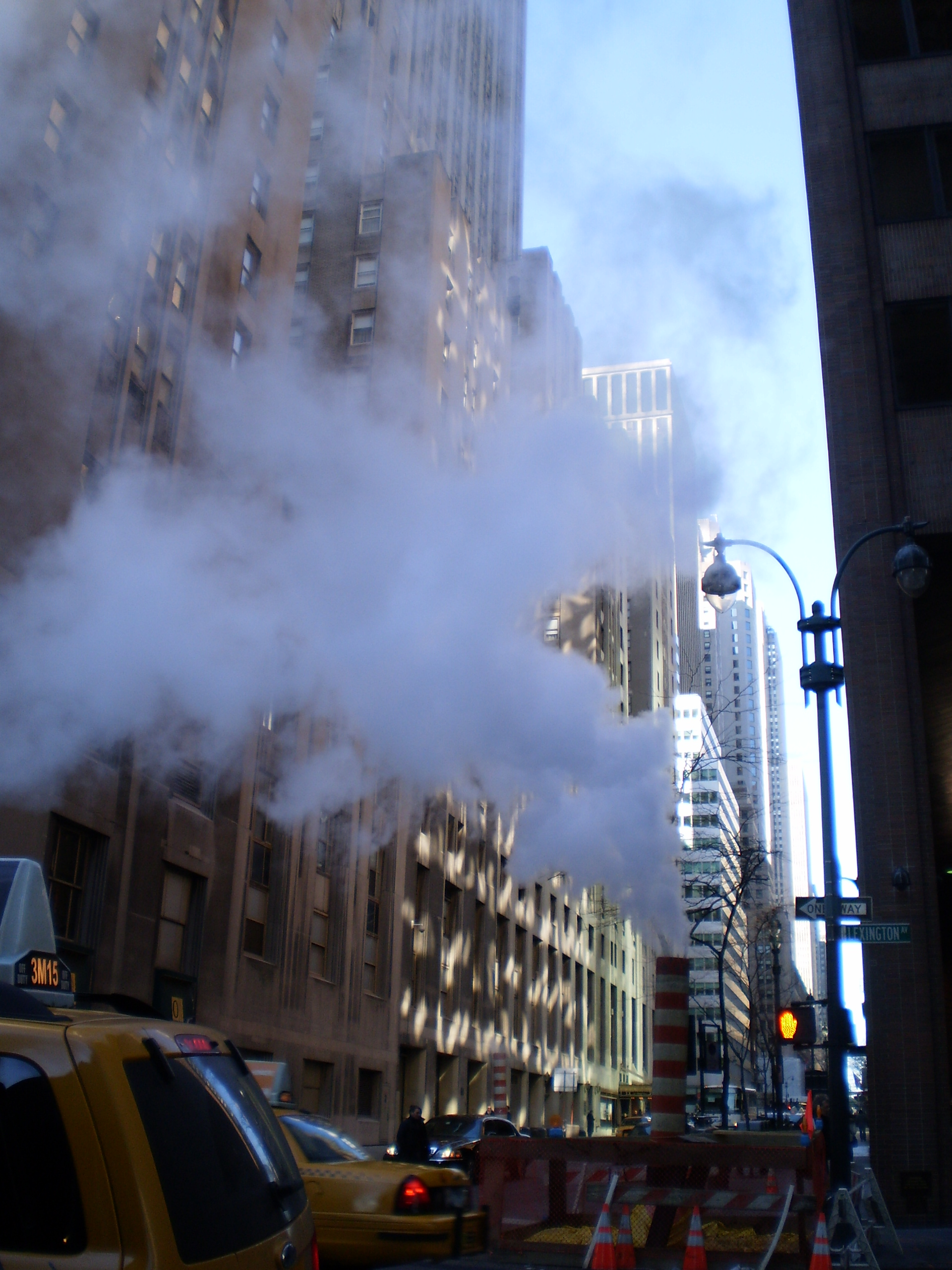
Vapor emanando en la Avenida Lexington de Nueva York.

El sistema de vapor de la ciudad de Nueva York es un sistema de calefacción urbana que lleva vapor desde las estaciones centrales de energía bajo las calles de Manhattan para calentar, enfriar, o entregar energía a grandes edificios o negocios. Algunos negocios de Nueva York también utilizan el vapor para limpiar y desinfectar.
La New York Steam Company comenzó a entregar sus servicios en el Bajo Manhattan en 1882. Actualmente, Consolidated Edison opera el sistema de calefacción urbana comercial más grande del mundo, actualmente conocido como Con Edison Steam Operations, la cual entrega servicios de vapor a casi 2.000 clientes y sirve a más de 100.000 establecimientos comerciales y residenciales en Manhattan desde el Battery Park en el extremo sur de Manhattan hasta la Calle 96 por el norte. Casi 13,5 millones de toneladas de vapor fluyen a través del sistema cada año.

## Efectos en el ambiente
La cogeneración incrementa significativamente la eficiencia del uso de combustibles y por lo tanto reduce la emisión de contaminantes, tales como NOx, dióxido de azufre, dióxido de carbono, y material particulado, y reduce la huella de carbono de la ciudad. Con Edison está promoviendo el uso del vapor para enfriar ambientes en los meses de verano, algo que puede ser logrado mediante la instalación de enfriadores por absorción. Dichos sistemas de trigeneración resultan en energía adicional y ahorros en contaminantes.

## Otras consideraciones
A menudo se pueden ver nubes de condensación en Manhattan emanando de los pozos, pero no suelen ser fugas del propio sistema de vapor, sino que habitualmente se deben a agua externa que hierve al entrar en contacto con las cañerías de vapor caliente.
Desde 1987 se han producido al menos doce explosiones en cañerías de vapor de la ciudad de Nueva York.

## Plantas
- 74th Street Station (en FDR Drive)  40°46′04″N 73°57′04″O / 40.767727, -73.951059
- Ravenswood Station (Vernon Blvd., Queens) 40°45′33″N 73°56′43″O / 40.759192, -73.945295
- 60th Street Station (en York Ave.) 40°45′31″N 73°57′33″O / 40.758705, -73.959109
- 59th Street Station (en 11th Ave.)  40°46′18″N 73°59′28″O / 40.771605, -73.991097
- East River Station (14th St. y FDR) (cogeneración)  40°43′41″N 73°58′25″O / 40.727932, -73.973729
- Hudson Avenue Station (en John St. Brooklyn)  40°42′16″N 73°58′49″O / 40.704306, -73.980212
- BNYCP Plant (Brooklyn Navy Yard Cogeneration Partners) (cogeneración) 40°41′58″N 73°58′34″O / 40.699314, -73.976086